# Medio Sinú
Medio Sinú es una de las 7 Subregiones del departamento colombiano de Córdoba. Está integrada por los siguientes municipios:
- Cereté
- Ciénaga de Oro
- San Carlos
- San Pelayo